# Anamnesegruppe
Anamnesegruppen sind studentische Gruppen, die im Rahmen der Medizinerausbildung entstanden sind. In manchen Städten sind sie fest in den Lehrplan der Universität integriert, in manchen Städten läuft alles auf freiwilliger Basis.

## Arbeitsweise
Es treffen sich sieben bis fünfzehn Studenten (aus unterschiedlichen Semestern, Medizin und eventuell Psychologie) und zwei studentische Tutoren, um mit einem Patienten aus den Universitätskliniken ein Anamnesegespräch zu führen. Der jeweilige Gesprächsführer aus der Gruppe rotiert dabei jeweils pro Termin. Im Anschluss an das Patientengespräch erhält der Gesprächsführende ein Feedback von der Gruppe und in der Folge kann über alles geredet werden, was die Gruppe beschäftigt: Krankheitsbewältigung, Psychosomatik, Umgang mit dem Menschen, Umgang mit den eigenen Gefühlen, Umgang mit Krankheit und Tod usw. Der aktuelle Patient bietet dazu oft reichlich Einstiegsmöglichkeiten.
Oftmals entwickelt sich in der Gruppe durch die sehr persönlichen Themen ein starkes freundschaftliches Vertrauen unter den Teilnehmern, was viele Studenten veranlasst die Anamnesegruppe über mehrere Semester zu besuchen. Üblicherweise finden die Treffen wöchentlich statt, es gibt jedoch auch Modelle mit Workshoptagen zu einem bestimmten Thema, an denen auch Referenten für Vorträge eingeladen werden.
Die Anamnesegruppen haben sich zum Ziel gemacht, den Patienten in seiner bio-psycho-sozialen Ganzheit zu erfassen. Durch dieses Verständnis kann der Student sein Fingerspitzengefühl im Umgang mit Patienten verbessern und für sich selbst geeignete Copingstrategien entwickeln.

## Entwicklung der Anamnesegruppen
Die erste Anamnesegruppe gab es 1969 in Ulm. Der dortige Psychosomatiker Thure von Uexküll setzte sich für eine Heilkunde ein, die nicht nur die Krankheit, sondern den kranken Menschen sieht und versteht. Einer seiner Assistenzärzte, Wolfram Schüffel (später Professor für Psychosomatik in Marburg), führte regelmäßige Patientenbesprechungen mit Studenten ein, in denen Patienten gesehen und nach einem ganzheitlichen Ansatz besprochen wurden. 1987 wurden in Wien die ersten österreichischen Anamnesegruppen ins Leben gerufen. Heute gibt es Anamnesegruppen an allen drei österreichischen medizinischen Fakultäten, an über 15 Fakultäten in Deutschland und seit 2004 auch in Dänemark.

## Internationaler Dialog
Internationaler und multidisziplinärer Austausch sind wesentliches Kennzeichen der Anamnesegruppen. So öffneten sich 1993 die Anamnesegruppen Wien erstmals Studierenden der Psychologie, 1999 der Kultur- und Sozialanthropologie, den Sprachwissenschaften und der Sonder- und Heilpädagogik.
Als gemeinsames, internationales Forum hat sich das Maitreffen der Anamnesegruppen etabliert, das jährlich im besagten Monat stattfindet. Diese studentische Tagung wechselt inzwischen jedes Jahr ihren Austragungsort und wird von den ansässigen Tutoren und Teilnehmern der jeweils gastgebenden Anamnesegruppen organisiert. Ort der Maitreffens war 2011 Marburg, 2012 Dresden, 2013 Aachen, 2014 Graz und 2015 Wien. Das Maitreffen 2016 wird in Homburg/Saarbrücken stattfinden.
Ebenfalls jährlich findet ein Tutorentraining statt, welches die fundierte Ausbildung der angehenden Tutoren ermöglichen soll.
Das Jahrbuch POM – Jahrbuch für PatientInnenOrientierte MedizinerInnenausbildung erschien über lange Zeit jährlich mit wechselnder Redaktion. Die 27. Auflage wurde im Mai 2010 von den Anamnesegruppen Leipzig herausgegeben.